# Eruzione dell'Etna del 1910
L'eruzione dell'Etna del 1910 iniziò alle ore 8:15 del 23 marzo; si aprì una serie di fratture tra il Cratere Centrale e la Montagnola dalle quali fuoriuscivano solo vapori. Successivamente, tra i 2.300 e i 1.900 metri di quota si aprì una nuova frattura lunga circa 2 km, accompagnata da violente scosse di terremoto. Dalla parte bassa della frattura fuoriuscì presto una colata lavica che si diresse velocemente verso valle, in direzione dell'abitato minacciando gli abitati di San Leo, Borrello, Belpasso e Nicolosi. I fenomeni effusivi si localizzarono nella parte più bassa della frattura mentre i fenomeni esplosivi caratterizzarono le zone più alte. 
Un giornale descrive la notte del 5 aprile, specie della colata lavica diretta alla contrada Cisterna Regina, « la quale avanza con una velocità di 10 metri all'ora su di un fronte di 300 metri e si trova ad una distanza di 250 metri dallo stradale provinciale Nicolosi-Borrello. Questa colata distrugge sul suo passaggio ubertose proprietà. Le altre colate procedono con minore velocità ».
Il 7 aprile il flusso lavico cominciò a indebolirsi notevolmente. 
L'11 aprile la colata di monte Fusara si divise in due rami, invadendo le contrade Capriolo e Monte Fusara e investendo i terreni coltivati.
Il 18 aprile l'eruzione, dopo 26 giorni di attività in cui aveva raggiunto la quota minima di circa 700 m, si fermò in contrada Cisterna della Regina a circa un chilometro dall'abitato di Borrello. La colata si estendeva complessivamente per circa 10 chilometri. I danni furono limitati alle zone boschive e alle coltivazioni a monte del paese di Belpasso.
Durante l'eruzione si formarono due bastioni di scorie, chiamati in seguito Monti Riccò, e un cono di scorie, il monte Recupero; in seguito alle eruzioni del 1983 e del 1985, sono state ricoperte le tracce esistenti dell’eruzione del 1910.